# Фенетика
Фене́тика (от др.-греч. φαίνω «являю; обнаруживаю») — раздел биологии, изучающий появление и распределение (частоты и их изменения) фенов. Иногда фенетикой также называют численную таксономию (или нумеристическую систематику), в которой равный вес придаётся всем рассматриваемым признакам.

## Описание
В фенетике нет никаких ограничений на число или тип особенностей (данных), которые могут использоваться, хотя все данные должны быть сначала преобразованы в числовые значения, без какого-либо «нормирования». Каждый организм сравнивается с каждым другим по всем особенностям, в результате подсчитывается число сходств (или отличий). Затем организмы группируются таким образом, чтобы наиболее похожие были расположены вместе, а наиболее сильно различающиеся — на максимальном расстоянии. В результате получают таксономические кластеры, или фенограммы, которые не обязательно отображают генетическое сходство или эволюционную связь.

## Области применения
Отсутствие эволюционного значения в фенетике привело к незначительному влиянию на классификацию животных, и впоследствии интерес к использованию фенетики значительно уменьшился. Тем не менее, фенетика может иметь большую практическую значимость при изучении наследственно варьирующих признаков у генетически менее изученных видов растений или животных, включая определение частот различных фенов и показателей их изменчивости. При этом фены могут выступать в качестве наиболее информативных признаков-маркеров в популяционных исследованиях, на основе которых можно производить оценку популяционной структуры вида, микрофилогенеза пород животных и т. д.